# 时间疗法
时间疗法（英語：chronotherapy），是指：尝试将睡眠时间和起床时间日复一日地后移，直到睡眠回归到正常的作息上。 这种治疗方法适用于患有睡眠相位后移症候群（DSWPD）的人，即总体上不能通过早睡早起重置昼夜节律的人。DSWPD患者睡眠的生理节奏紊乱，特征是此人的生物钟和社会常规作息不匹配。 时间疗法利用人的相位对光或褪黑素的反应。美国睡眠药物学院（The American Academy of Sleep Medicine）建议使用时间疗法，作为对生理节奏和睡眠紊乱的治疗。

## 例子
下面是一个简单的例子，表示时间疗法如何能用一周的疗程治疗睡眠相位后移症候群，每天推迟3小时，直到达到正常作息。
- 第1天：  05:00 到 13:00 睡觉
- 第2天：  08:00 到 16:00 睡觉
- 第3天：  11:00 到 19:00 睡觉
- 第4天：  14:00 到 22:00 睡觉
- 第5天：  17:00 到 01:00 睡觉
- 第6天：  20:00 到 04:00 睡觉
- 第7天及之后：  23:00 到 07:00 睡觉

尽管这个技巧可以为那些要早期返工上学却睡眠不足的人提供帮助，但是新的作息必须严格执行，才能够得以维持。

## 其他形式的时间疗法
经过一些微调后的时间疗法叫做控制性睡眠剥夺伴随相位推进（英語：controlled sleep deprivation with phase advance，简称SDPA）。熬夜一整天，然后比平常早90分钟睡觉，然后维持新的作息一个星期，直到成功。这个过程需要每周重复，直到理想睡眠时间达成。
有时，尽管极其罕见，“相反的”时间疗法（一天比一天早睡早起）也可以治疗患者，这类患者都有反常地短的昼夜节律。但是由于昼夜节律比24小时短的情况极其罕见，这种时间治疗很大程度上是实验性的。

## 副作用
时间疗法的安全性并不清楚。 尽管时间疗法对有些人有效，但是必须要一成不变地保持理想的睡/醒周期。任何作息表中的偏差都倾向于导致生物钟再次后移。
我们目前知道，时间疗法会导致非24小时睡醒周期障碍，有记录的至少3个案例中出现了这种情况（记录在New England Journal of Medicine上，1992年）。动物研究指出，这种延长可能会导致“使固有的昼夜节律变缓慢，生物钟因而达到这样的程度，即正常的24小时的一天不在确定周期的范围内了。”

## 进一步阅读
Czeisler CA, Richardson GS, Coleman RM, Zimmerman JC, Moore-Ede MC, Dement WC, & Weitzman ED. (1981). Chronotherapy: Resetting the circadian clocks of patients with delayed sleep phase insomnia. Sleep, 4, 11–21.